# Mathilde von Savoyen

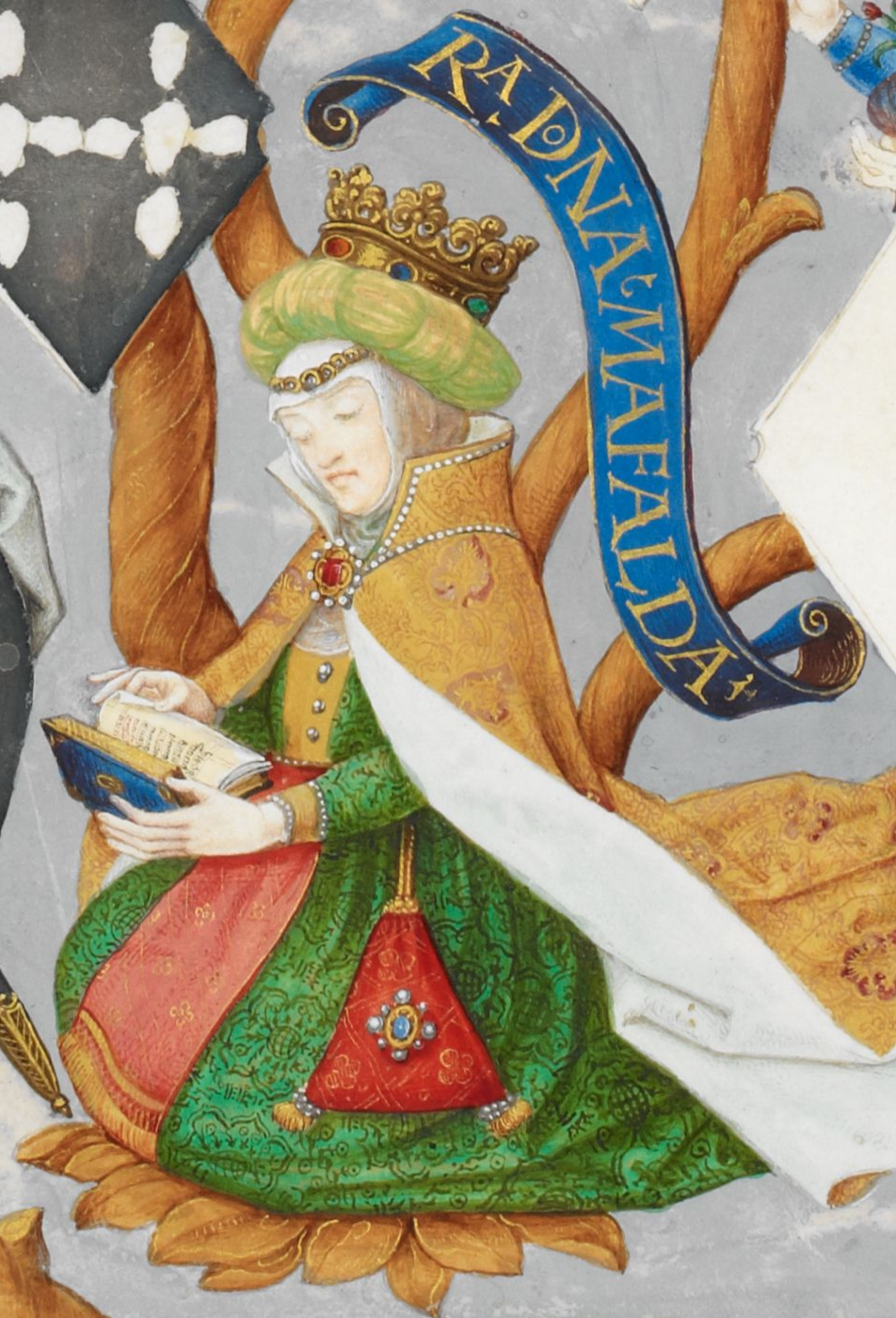
Mathilde Gräfin von Savoyen

Mathilde Gräfin von Savoyen und Maurienne (* 1125; † 4. November 1157 in Coimbra) war eine savoyische Adlige und von 1146 bis zu ihrem Tod Königin von Portugal.
Mathilde wurde als Tochter des Grafen Amadeus III. von Savoyen (* 1092; † 1148) und dessen Frau Mathilde von Albon geboren. Ihre Großmutter, Gisela von Burgund, stammte aus der Familie der Burgunderherrscher, deren Nebenlinie ab 1139 die Könige Portugals stellte. Sie hatte mehrere Geschwister: Agnes von Savoyen, die mit Wilhelm I. von Genf verheiratet war; Adèle von Savoyen, Gemahlin von Humbert III. de Beaujeu; Humbert III., Graf von Savoyen, der mit Gertrud von Flandern sowie anschließend mit Beatrice de Mâcon vermählt war.
Mathilde war also weitläufig mit Alfons I. Henriques, dem ersten König Portugals, verwandt, den sie 1146 heiratete. Durch diese Heirat wurde sie Königin von Portugal (als Ehefrau, nicht als Herrscherin eigenen Rechts).

## Nachkommen
Mit Alfons I. Henriques hatte sie fünf Kinder, darunter:
- Mafalda († 1173/74), Ehefrau von Alfons II. von Aragón
- Therese Mathilde († 6. Mai 1218), Ehefrau von Philipp Graf von Flandern und Eudo III. Herzog von Burgund
- Sancho I. (* 11. November 1154; † 26. März 1211)
- Urraca von León († nach 1211), Ehefrau von König Ferdinand II.